# 丰裕镇
丰裕镇，是中华人民共和国四川省资阳市雁江区下辖的一个乡镇级行政单位。2019年12月，撤销碑记镇，将原碑记镇和原忠义镇忠义场社区、石柱村、天明村、长沙村、苌弘村、敲钟村、访弘村、幸福村、高洞村、高坝村1至10组所属行政区域划归丰裕镇管辖。

## 行政区划
丰裕镇下辖以下地区：
丰裕场社区、人民村、集合村、农权村、冬冬山村、桂花村、拱桥村、祠堂村、七星村、高石村、二郎山村、新华村、和平村、插旗山村、红星村、方山村、华山村和护耳沟村。